# К Камерию
«К Камерию» — условное название стихотворения римского поэта Гая Валерия Катулла, включённого в состав посмертного сборника («Книги Катулла Веронского») под номером 55. Здесь автор обращается к своему другу по имени Камерий (больше нигде не упоминается) и рассказывает, что долго искал его по всему Риму, спрашивая о нём проституток. Катулл уподобляет себя Талосу, трижды за день обходившему весь Крит, Персею, Пегасу, ветрам, которые Эол подарил Одиссею.
Текст стихотворения реконструирован антиковедами путём соединения двух больших фрагментов: собственно №55 и отрывка №58b.  Их объединяет, помимо сюжета, размер — расшатанный (неравносложный) фалекий, который Катулл не использовал больше ни разу. Мотив поиска молодого человека в большом городе не раз использовался латинскими комедиографами — например, Плавтом в «Амфитрионе» и «Эпидике», Теренцием в «Братьях».